# Februarie 1982
Acest articol este generat integral pe baza informațiilor din articolul 1982 și este actualizat periodic de un robot.
 Editările făcute în articol vor fi șterse la următoarea actualizare! Dacă doriți să faceți modificări, editați articolul-sursă.

ianuarie -
februarie -
martie -
aprilie -
mai -
iunie -
iulie -
august -
septembrie -
octombrie -
noiembrie -
decembrie
Februarie 1982 a fost a doua lună a anului și a început într-o zi de luni.

## Evenimente
- 21 februarie: Nicolae Ceaușescu se întâlnește cu liderul comunist iugoslav Dušan Dragosavac la Timișoara.
- 23 februarie: Printr-un referendum consultativ, Groenlanda, care devenise membră a Comunității Europene ca parte a Danemarcei, a optat pentru retragerea din Comunitate.

## Nașteri
- 2 februarie: Iulian Vladu, fotbalist român
- 3 februarie: Nadine Arents, actriță germană
- 3 februarie: Vera Brejneva, cântăreață ucraineană
- 3 februarie: Won Woo-young, scrimer sud-coreean
- 5 februarie: Rodrigo Palacio (Rodrigo Sebastián Palacio Alcalde), fotbalist argentinian (atacant)
- 6 februarie: Alice Eve, actriță engleză
- 7 februarie: Delia Matache, cântăreață, dansatoare, vedetă de televiziune, compozitoare și jurată română
- 9 februarie: Ionuț Costinel Mazilu, fotbalist român (atacant)
- 9 februarie: Julián Estiven Vélez, fotbalist columbian
- 10 februarie: Ha Seok-jin, actor sud-coreean
- 11 februarie: Natalie Dormer, actriță britanică
- 11 februarie: Florin Lovin, fotbalist român
- 11 februarie: Omu Negru (n. Laurențiu Ionescu), actor român
- 11 februarie: Neil Robertson, jucător de snooker, australian
- 13 februarie: Daniel Marius Potorac, fotbalist român
- 13 februarie: Gabriel Stelian Mureșan, fotbalist român
- 14 februarie: Tati Westbrook, celebritate YouTube și artist make-up, americană
- 15 februarie: Ionuț Boșneag, fotbalist român (portar) și antrenor
- 16 februarie: Cosmin Goia, fotbalist român
- 16 februarie: Rickie Lee Lambert, fotbalist englez (atacant)
- 17 februarie: Adriano Leite Ribeiro, fotbalist brazilian (atacant)
- 17 februarie: Ștefan Vasile, caiacist român
- 19 februarie: Yssouf Koné, fotbalist ivorian (atacant)
- 19 februarie: Camelia Potec, înotătoare română
- 22 februarie: Jenna Haze, actriță porno americană
- 24 februarie: Hugo Luz (Hugo Duarte Sousa Luz), fotbalist portughez
- 25 februarie: Flavia Pennetta, jucătoare italiană de tenis
- 25 februarie: Cristian Radu Silvășan, fotbalist român (atacant)
- 26 februarie: Li Na, jucătoare chineză de tenis
- 27 februarie: Bruno Soares, jucător de tenis brazilian
- 28 februarie: Guðný Jenny Ásmundsdóttir, handbalistă islandeză

## Decese
Radu Petrescu, 54 ani, scriitor, ziarist român (n. 1927)
Mihail Drumeș (n. Mihail V. Dumitrescu), 80 ani, scriitor român (n. 1901)
Takashi Shimura, 76 ani, actor japonez de film (n. 1905)
William Lee Wilder, 77 ani, regizor american de film (n. 1904)
Edith Ngaio Marsh, 86 ani, scriitoare neozeelandeză (n. 1895)
Atanasie Popa, 85 ani, istoric român (n. 1896)